# Marco Burch
Marco Burch (Sarnen, 19 oktober 2000) is een Zwitsers voetballer die als verdediger speelt. Burch speelt sinds december 2019 voor het eerste team van FC Luzern.
Burch maakte zijn debuut voor FC Luzern op 7 december 2019 tegen Young Boys Bern. Luzern werd toen gecoacht door Thomas Häberli.